# Tomasz Ożarowski
Tomasz Ożarowski (zm. przed 6 lipca 1754) – wojski sandomierski od 25 marca 1727, cześnik sandomierski od 27 lipca 1736.